# Passage du Clos-Bruneau
Passage du Clos-Bruneau är en passage i Quartier de la Sorbonne i Paris femte arrondissement. Gatan är uppkallad efter det tidigare kvarteret Clos Bruneau. Passage du Clos-Bruneau börjar vid Rue des Écoles 33 och slutar vid Rue des Carmes 11.

## Omgivningar
- Saint-Étienne-du-Mont
- Panthéon
- Impasse des Bœufs
- Impasse Bouvart
- Rue d'Écosse
- Impasse Chartière
- Rue Basse-des-Carmes

## Bilder
| - Gatuskylt. - Passagens ingång vid Rue des Écoles. - Passage du Clos-Bruneau om natten. - Saint-Étienne-du-Mont. |

## Kommunikationer
- Tunnelbana – linje  – Maubert – Mutualité
- Busshållplats Collège de France – Paris bussnät

### Webbkällor
- ”Passage du Clos-Bruneau”. Mairie de Paris. https://web.archive.org/web/20150910045555/http://www.v2asp.paris.fr/commun/v2asp/v2/nomenclature_voies/Voieactu/2139.nom.htm. Läst 25 oktober 2023.
- ”Passage du Clos-Bruneau”. Les rues de Paris. https://web.archive.org/web/20190729112342/http://www.parisrues.com/rues05/paris-05-passage-du-clos-bruneau.html. Läst 25 oktober 2023.